# 米申鎮區 (伊利諾伊州拉薩爾縣)
米申鎮區（英語：Mission Township）是位於美國伊利諾伊州拉薩爾縣的一個行政鎮區。

## 地方資料
根據2010年美國人口普查的數據，米申鎮區的面積為83.00平方千米，當中陸地面積為81.90平方千米，而水域面積為1.10平方千米。當地共有人口4488人，而人口密度為每平方千米54.07人。